# Rock Your Baby
Rock Your Baby ist ein Popsong von George McCrae aus dem Jahr 1974. Mit mehr als elf Millionen verkauften Exemplaren gehört der Disco-Titel zu den erfolgreichsten Singles.

## Entstehung
Der Titel wurde von Harry Wayne Casey und Richard Finch geschrieben, die das Stück für ihre eigene Gruppe KC and the Sunshine Band vorsahen. Ursprünglich sollte Rock Your Baby eine Instrumentalnummer werden, doch dann entschieden sich Casey und Finch dafür, einen Text zu verfassen. Bei der Aufnahme des Songs musste Casey allerdings feststellen, dass er nicht die erforderlichen hohen Tonlagen erreichen konnte. Bei der Suche nach einem geeigneten Ersatz fiel die Wahl zunächst auf George McCraes Ehefrau Gwen. Diese verspätete sich aber zum verabredeten Aufnahmetermin, so dass er den Gesang schließlich selbst beisteuerte. Seine Falsett-Stimme war es dann auch, die den Titel entscheidend prägte.

## Erfolg
Rock Your Baby war einer der ersten großen Hits in der noch jungen Ära der Disco-Musik. Im Juli 1974 stieg der Titel auf Platz eins der US-amerikanischen, britischen und deutschen Charts. Während die Spitzenposition in den USA und Großbritannien für drei bzw. zwei Wochen behauptet werden konnte, verweilte die Single in Deutschland zehn Wochen in Folge auf dem ersten Platz und wurde der meistverkaufte Titel des Jahres. 1987 schaffte Rock Your Baby in einer Remix-Version von Paul Hardcastle den Wiedereinstieg in die deutschen und britischen Charts und verblieb dort für mehrere Wochen.
Rock Your Baby war George McCraes größter Erfolg. Mit weltweit mehr als elf Millionen verkauften Exemplaren gehört der Titel zudem zu den erfolgreichsten Singles aller Zeiten. Casey und Finch schrieben und produzierten noch ein halbes Dutzend weiterer Charthits für George McCrae.

## Cover
Das Lied wurde später mehrfach gecovert, u. a. von KC and the Sunshine Band, KWS, der italienischen Sängerin Spagna und den Ö La Palöma Boys.